# 期待你長大
《期待你長大》是一部於1987年由蘇偉貞原著、吳念真編劇、廖慶松導演的臺灣電影。童星林珊如因此片榮獲第24屆金馬獎最佳女配角與第35屆亞太影展最佳女配角獎。
故事描寫一位莫名反覆發燒後被診斷出得了血癌小女孩，每天打針、吃藥、每星期跑醫院、切片、抽骨髓，與痛苦相伴。她想吃冰、出去曬太陽、跟同學玩，全都成了不可能的奢侈。由於住院和藥物的影響，她的脾氣變得十分古怪。她的臉和身體狀況一天天不同，但她擔心的是朋友所喜愛的瓊瑤劇（《湮雨濛濛》）和隔壁班的小男孩是否愛上了別人。當探訪的親戚朋友越來越頻繁，頭髮絲絲掉落滿床，她開始懷疑自己是否活不久。父母想盡辦法要留住女兒的生命，多留一下都好，甚至尋找偏方和科學之外的靈技，但她最後還是走了，從此不再痛苦受罪。她的父母為他辦了追思彌撒，弟弟也很不捨。在父母眼中，她永遠是那麼大。

## 演員
辛樹芬

王道

潘哲蒲

周美如

林珊如

沈義大

## 主題曲
作詞：方惠光作曲：翁孝良演唱：曹松章

孤獨的路何時能停止

封閉的心向誰傾訴
 
年少的腳步該走向何處
 
靈魂的圍牆如何消除

期待一個陽光燦爛的日子
 
奔向草原與蝴蝶共舞
 
期待一個陽光燦爛的日子
 
開啟心扉迎接快樂的天使
 
讓歡笑和愛隨風散佈
 
在每一個悲傷的地方停駐
 
讓歡笑和愛隨風散佈
 
在每一個悲傷的地方停駐

## 外部連結
- 開眼電影網上《期待你長大》的資料（繁體中文）
- 香港影庫上《期待你長大》的資料（繁體中文）
- 时光网上《期待你長大》的資料（简体中文）
- 豆瓣电影上《期待你長大》的資料 （简体中文）